# Strada statale 533 di Fagnano
La ex strada statale 533 di Fagnano (SS 533), ora strada provinciale 270 ex SS 533 Cetraro-Fagnano-ex SS 19 (SP 270), è una strada provinciale italiana, il cui percorso si snoda nella Provincia di Cosenza.

## Percorso
La strada ha inizio dalla strada statale 18 Tirrena Inferiore e raggiunge il centro abitato di Cetraro con un percorso particolarmente contorto. Uscita dal paese, attraversa diverse frazioni (San Francesco, Ceramile e Ponte Avernazza) salendo in altitudine e addentrandosi nell'entroterra. Dopo poco meno di 40 km in cui la strada si snoda per i boschi, è possibile accedere alla ben più comoda strada statale 283 delle Terme Luigiane, mentre l'arteria prosegue in direzione nord verso Fagnano Castello ormai evitata in variante.
Il percorso prosegue quindi verso est, lambendo la località di Casa Cerreto e deviando verso sud-est fino ad innestarsi nuovamente con la SS 283 non lontano da San Marco Argentano, e condividendone un tratto dell'itinerario. Dopo km, la strada si distacca nuovamente proseguendo in direzione est fino all'innesto sulla ex strada statale 19 delle Calabrie, nei pressi dello svincolo di Tarsia dell'A3 Napoli-Reggio Calabria.
In seguito al decreto legislativo n. 112 del 1998, dal 2002 la gestione è passata dall'ANAS alla Regione Calabria, che ha provveduto al trasferimento dell'infrastruttura al demanio della Provincia di Cosenza.